# Eremiaphila wettsteini
Eremiaphila wettsteini è una specie di mantide religiosa appartenente al genere Eremiaphila.